# Sabonje
Sabonje je naselje v Občini Ilirska Bistrica.